# Mikael Petersen
Kristoffer Morten Mikael Ole Petersen (* 1. Oktober 1956 in Niaqornat) ist ein grönländischer Politiker.

## Leben

### Frühe Jahre
Mikael Petersen ist der Sohn des Lehrers Jørgen Petersen und der Hebamme Emilie. Er ist verheiratet mit Oda Møller (* 1957), mit der er drei Kinder hat.
Er besuchte die Schule in Niaqornat und in Uummannaq, bevor er nach Dänemark zog. Dort besuchte er von 1970 bis 1972 die grönländische Efterskole Skibsby in Hjørring. Anschließend war er für ein Jahr an der Jugendhochschule in Hirtshals. 1974 begann er an der Frederikshavn Værft und in Aalborg eine Lehre als Maschinist, die er 1978 abschloss. Von 1978 bis 1979 war er für den KGH tätig. Danach arbeitete er für ein Jahr in der Werft in Nuuk. Bis 1991 war er am Kraftwerk in Uummannaq tätig. Von 1991 bis 1993 war er Repräsentationsvorsitzender bei Royal Greenland, von 1993 bis 1995 Vorsitzender bei TELE Greenland und von 1995 bis 1997 Vorsitzender bei Pilersuisoq. Er war von 1981 bis 1985 Vorsitzender der Fußballabteilung von UB-68 Uummannaq.

### Politikkarriere
Mikael Petersen trat 1980 in Uummannaq in die Siumut ein. 1983 wurde er erstmals für die Partei in den Rat der Gemeinde Uummannaq gewählt, wo er bis 1997 blieb. Bis 1995 war er Vizebürgermeister. 1987 gründete er die Jugendorganisation der Partei mit. Bei der Parlamentswahl 1987 trat er erstmals an und konnte anstelle des erfahrenen Pavia Nielsen ins Inatsisartut einziehen. Bei der Wahl 1991 musste er sich seinem Vorgänger jedoch wieder geschlagen geben und schied aus dem Parlament aus.
Bei der Parlamentswahl 1995 konnte er sich wieder gegen Pavia Nielsen durchsetzen und wurde erneut ins Parlament gewählt. Nachdem er bereits seit 1984 Mitglied des Parteivorstands gewesen war, wurde er 1996 Vizeparteivorsitzender. Nach dem Rücktritt von Lars Emil Johansen wurde er im September 1997 bis Mai 1998 übergangsweise Parteivorsitzender der Siumut. Im September 1997 wurde er zudem zum Minister für Soziales und Arbeitsmarkt im Kabinett Motzfeldt VI ernannt. Nach der nächsten Wahl wurde er im Februar 1999 erneut zum Minister für Soziales und Arbeitsmarkt im Kabinett Motzfeldt VII ernannt. Im November desselben Jahres musste er jedoch zurücktreten, weil er Mittel aus dem Haushaltsplan für die Behindertenförderung anderweitig verwendet hatte und sein Nachfolger wurde Jørgen Wæver Johansen. 2000 wurde er Mitglied der Selvstyrekommission. 2001 wurde er erneut zum Vizeparteivorsitzenden ernannt.
Nachdem er bei der Wahl 2002 erneut ins Parlament gewählt worden war, wurde er unter dem neuen Premierminister Hans Enoksen rehabilitiert und im Dezember 2002 zum Minister für Erwerb und Rohstoffe im Kabinett Enoksen I ernannt. Bereits nach einem Monat zerbrach die Regierung und Mikael Petersen wurde im Januar 2003 Minister für Umwelt und Wohnungswesen im Kabinett Enoksen II. Im September 2003 zerbrach auch diese Regierung und er wurde Minister für Wohnungswesen, Infrastruktur und Umwelt im Kabinett Enoksen III. Im Dezember 2003 musste er jedoch wegen Trunkenheit am Steuer abermals zurücktreten und wurde von Jens Napaattooq ersetzt.

### Karriere als Parteisekretär
Bei der Parlamentswahl 2005 trat er nicht mehr an und schied aus dem Inatsisartut aus. Von 2006 bis 2010 und ab 2014 war er Parteisekretär der Siumut. Bei der Parlamentswahl 2009 trat er wieder an, wurde aber nicht gewählt.
Im Februar 2020 äußerten zehn Frauen, von ihm in der Vergangenheit sexuell belästigt worden zu sein, darunter die Folketingsabgeordnete der Siumut, Aki-Matilda Høegh-Dam. Daraufhin wurde er als Parteisekretär der Siumut entlassen. Obwohl Mikael Petersen die Vorwürfe zuerst abstritt, gab er später zu, Grenzen überschritten zu haben.
Am 1. April 2020 wurde vermeldet, dass die Partii Naleraq ihn als Parteisekretär angestellt habe. Nachdem zuerst von einem geschmacklosen Aprilscherz ausgegangen worden war, bekräftigte der Parteivorsitzende Hans Enoksen, der ihn schon 18 Jahre zuvor die Karriere gerettet hatte, den Wahrheitsgehalt der Meldung. Aki-Matilda Høegh-Dams Lebensgefährte Kuno Fencker verließ daraufhin aus moralischen Gründen umgehend die Partei. Im Mai 2020 wurde wegen der Vorfälle Anzeige gegen Mikael Petersen erstattet und polizeiliche Ermittlungen aufgenommen. Wegen der polizeilichen Ermittlungen trat er am 5. November 2020 als Parteisekretär der Partii Naleraq zurück. Im Januar 2021 musste er sich wegen sexueller Belästigung vor dem Kreisgericht der Kommuneqarfik Sermersooq verantworten. Am 14. Januar wurde er zu 60 Tagen Gefängnis verurteilt, wogegen er Einspruch einlegte. Im Berufungsverfahren vor Grønlands Landsret wurde das Urteil am 9. September 2021 auf 40 Tage verkürzt. Im März 2022 wurde er vom neuernannten Direktor Vittus Qujaukitsoq als Berater der Fischer- und Jägerorganisation KNAPK angestellt.